# FIFA Balón de Oro 2013
La gala FIFA Balón de Oro 2013 fue la cuarta edición de esta entrega de premios organizada anualmente por la FIFA, que toma su nombre del galardón que premia al «mejor futbolista del mundo». Las distinciones se dividen en ocho categorías: mejor jugador, mejor jugadora, mejor entrenador de categorías masculina y femenina, XI Mundial FIFA/FIFPro, Premio Puskás, Premio Presidencial y Premio Fair Play.
Los premios tuvieron lugar, como cada año, en Zúrich (Suiza), el 13 de enero de 2014. El ganador de esta edición fue Cristiano Ronaldo, al superar en las votaciones a Lionel Messi y a Franck Ribéry con un 27,99 % de los votos, consiguiendo el segundo Balón de Oro de su carrera.

## Categoría masculina

### Mejor jugador
De la preselección de 23 nominados al "FIFA Balón de Oro 2013", el 9 de diciembre se dieron a conocer los tres finalistas, correspondientes a los tres jugadores más votados. En la gala del 13 de enero de 2014, se desveló la victoria de Cristiano Ronaldo.
| Posición | Futbolista        | Club              | Total de votos (4873) | Voto de técnicos | Voto de capitanes | Voto de prensa |
| -------- | ----------------- | ----------------- | --------------------- | ---------------- | ----------------- | -------------- |
| 1        | Cristiano Ronaldo | Real Madrid C. F. | 27,99% (1365)         | 9,36% (456)      | 10,47% (510)      | 8,19% (399)    |
| 2        | Lionel Messi      | F. C. Barcelona   | 24,72% (1205)         | 8,25% (402)      | 8,99% (438)       | 7,49% (365)    |
| 3        | Franck Ribéry     | Bayern de Múnich  | 23,36% (1127)         | 6,44% (314)      | 5,19% (289)       | 10,75% (524)   |

Preseleccionados
Los siguientes 23 jugadores fueron los candidatos (propuestos por FIFA y France Football) al FIFA Ballon d’Or 2013:
| 1  | Cristiano Ronaldo      | Real Madrid C. F.            | 27,99% (1365) |
| 2  | Lionel Messi           | F. C. Barcelona              | 24,72% (1205) |
| 3  | Franck Ribéry          | Bayern de Múnich             | 23,36% (1127) |
| 4  | Zlatan Ibrahimović     | Paris Saint-Germain F. C.    | 5,29% (257)   |
| 5  | Neymar                 | Santos F. C. F. C. Barcelona | 3,17% (155)   |
| 6  | Andrés Iniesta         | F. C. Barcelona              | 2,08% (103)   |
| 7  | Robin van Persie       | Manchester United F. C.      | 1,81% (88)    |
| 8  | Arjen Robben           | Bayern de Múnich             | 1,74% (85)    |
| 9  | Gareth Bale            | Real Madrid C. F.            | 1,44% (70)    |
| 10 | Andrea Pirlo           | Juventus Football Club S.p.A | 1,33% (65)    |
| 11 | Radamel Falcao         | A. S. Mónaco F. C.           | 1,09% (53)    |
| 12 | Yaya Touré             | Manchester City F. C.        | 0,99% (48)    |
| 13 | Robert Lewandowski     | B. V. Borussia               | 0,88% (43)    |
| 14 | Philipp Lahm           | Bayern de Múnich             | 0,82% (40)    |
| 14 | Xavi Hernández         | F. C. Barcelona              | 0,82% (40)    |
| 16 | Mesut Özil             | Arsenal F. C.                | 0,72% (35)    |
| 17 | Bastian Schweinsteiger | F. C. Bayern de Múnich       | 0,43% (21)    |
| 18 | Luis Suárez            | Liverpool F. C.              | 0,39% (19)    |
| 19 | Thomas Müller          | F. C. Bayern de Múnich       | 0,37% (18)    |
| 20 | Edinson Cavani         | Paris Saint-Germain F. C.    | 0,25% (12)    |
| 20 | Thiago Silva           | Paris Saint-Germain F. C.    | 0,25% (12)    |
| 22 | Eden Hazard            | Chelsea F. C.                | 0,16% (8)     |
| 23 | Manuel Neuer           | F. C. Bayern de Múnich       | 0,08% (4)     |

### Mejor entrenador
| Posición | Técnico       | Club o selección nacional | Total de votos (4869) | Voto de técnicos | Voto de capitanes | Voto de prensa |
| -------- | ------------- | ------------------------- | --------------------- | ---------------- | ----------------- | -------------- |
| 1        | Jupp Heynckes | Bayern de Múnich          | 37,09% (1806)         | 11,32% (551)     | 10,64% (518)      | 15,14% (737)   |
| 2        | Jürgen Klopp  | Borussia Dortmund         | 15,61% (760)          | 4,48% (218)      | 5,46% (266)       | 5,67% (276)    |
| 3        | Alex Ferguson | Manchester United F. C.   | 14,60% (711)          | 5,26% (256)      | 5,50% (268)       | 3,84% (187)    |

Preseleccionados
| Entrenador          | Equipo                          | Votos       |
| ------------------- | ------------------------------- | ----------- |
| Vicente del Bosque  | España                          | 9,20% (448) |
| José Mourinho       | Real Madrid C. F. Chelsea C. F. | 7,50% (365) |
| Luiz Felipe Scolari | Brasil                          | 4,21% (205) |
| Carlo Ancelotti     | Paris Saint-Germain Real Madrid | 3,49% (170) |
| Arsène Wenger       | Arsenal                         | 3,35% (163) |
| Rafael Benítez      | Chelsea Napoli                  | 2,55% (124) |
| Antonio Conte       | Juventus                        | 2,44% (117) |

### Mejor entrenador/a
| Posición | Técnico         | Club o Selección nacional | Total de votos (3393) | Voto de técnicos | Voto de capitanes | Voto de prensa |
| -------- | --------------- | ------------------------- | --------------------- | ---------------- | ----------------- | -------------- |
| 1        | Silvia Neid     | Alemania                  | 30,53% (1036)         | 12,32% (418)     | 11,14% (378)      | 7,07% (240)    |
| 2        | Pia Sundhage    | Estados Unidos            | 12,94% (439)          | 5,04% (171)      | 5,31% (180)       | 2,59% (88)     |
| 3        | Ralf Kellermann | VfL Wolfsburgo F. G.      | 11,88% (403)          | 4,10% (139)      | 4,69% (159)       | 3,09% (105)    |

Preseleccionados
| Entrenador            | Equipo          | Votos        |
| --------------------- | --------------- | ------------ |
| Cindy Parlow Cone     | Portland Thorns | 10,85% (368) |
| Even Pellerud         | Noruega         | 7,28% (247)  |
| Patrice Lair          | Lyon            | 6,93% (235)  |
| Gilles Eyquem         | Francia         | 6,78% (230)  |
| Kenneth Heiner-Møller | Dinamarca       | 4,57% (155)  |
| Anna Signeul          | Escocia         | 4,19% (142)  |
| Shelley Kerr          | Arsenal         | 4,07% (138)  |

## FIFA/FIFPro World XI

### Once Mundial de la FIFA
| Posición | Jugador            | Nacionalidad | Club                      |
| -------- | ------------------ | ------------ | ------------------------- |
| POR      | Manuel Neuer       | Alemania     | F. C. Bayern de Múnich    |
| DEF      | Philipp Lahm       | Alemania     | F. C. Bayern de Múnich    |
| DEF      | Sergio Ramos       | España       | Real Madrid C. F.         |
| DEF      | Thiago Silva       | Brasil       | Paris Saint-Germain F. C. |
| DEF      | Daniel Alves       | Brasil       | F. C. Barcelona           |
| MED      | Andrés Iniesta     | España       | F. C. Barcelona           |
| MED      | Xavi Hernández     | España       | F. C. Barcelona           |
| MED      | Franck Ribéry      | Francia      | F. C. Bayern de Múnich    |
| DEL      | Cristiano Ronaldo  | Portugal     | Real Madrid C. F.         |
| DEL      | Zlatan Ibrahimović | Suecia       | Paris Saint-Germain F. C. |
| DEL      | Lionel Messi       | Argentina    | F. C. Barcelona           |

## Premio Puskás

### Mejor gol del año
| Posición | Futbolistas        | Club                | Puntaje |
| -------- | ------------------ | ------------------- | ------- |
| 1        | Zlatan Ibrahimović | Paris Saint-Germain | 48,7%   |
| 2        | Nemanja Matić      | S. L. Benfica       | 30,8%   |
| 3        | Neymar             | F. C. Barcelona     | 20,5%   |

## Premio Presidencial

### Premio honorífico
| Ganador       |
| ------------- |
| Jacques Rogge |

## Premio Fair Play

### Conducta deportiva
| Ganador                            |
| ---------------------------------- |
| Federación de Fútbol de Afganistán |

## Balón de Oro Honorífico

### Por la trayectoria
| Ganador |
| ------- |
| Pelé    |